# ABCお笑い60年史 てなもんやからM-1まで いま明かされるマル秘伝説
『ABCお笑い60年史 てなもんやからM-1まで いま明かされるマル秘伝説』（エービーシーおわらいろくじゅうねんし てなもんやからエムワンまで いまあかされるマルひでんせつ）は、2010年11月23日に朝日放送で放送された創立60周年記念番組。

## 概要
創立60周年記念期間（2010年11月11日 - 2012年3月31日）の記念番組として、朝日放送がこれまで放送してきたお笑い番組の歴史を辿り、その話に関わる芸人達をゲストに招き数々のエピソードを語るなどの内容となった。

## 出演者
司会 
- 今田耕司
- 月亭八方
- 角野友紀（ABCアナウンサー<当時>）
- 塚本麻里衣（ABCアナウンサー）

 パネラー 
- 未知やすえ
- たむらけんじ
- 木村祐一
- 板東英二
- 宇都宮まき
- 小籔千豊
- サバンナ
- シャンプーハット
- ジャルジャル
- メッセンジャーあいはら
- 月亭八光
- 千鳥
- ロザン

## コーナー別ゲスト
「栄光のコメディ伝説」
- 池乃めだか
- 坂田利夫

西川きよし、白木みのる、財津一郎（ビデオ出演）
「視聴者参加バラエティ伝説」
- 桂三枝（現：6代目桂文枝）

「落語家スター伝説」
- 桂三枝（現：6代目桂文枝）
- 桂ざこば

「漫才スター誕生!伝説」
- ザ・ぼんち
- オール阪神・巨人

「漫才スター誕生!伝説 お笑い新人グランプリ編」
- フットボールアワー
- 中川家

「M-1グランプリ伝説」
- フットボールアワー
- 中川家
- サンドウィッチマン
- パンクブーブー

## 紹介番組
「栄光のコメディ伝説」
- ダイラケのびっくり捕物帖
- スチャラカ社員
- てなもんや三度笠
- 日曜笑劇場シリーズ
- 藤山寛美3600秒

他多数
プレゼンター：小籔千豊
「素人参加型番組」
- プロポーズ大作戦
- ラブアタック!
- 新婚さんいらっしゃい!

他多数
「落語家スター伝説」
- 和朗亭（桂米朝伝説）
- ざこば・鶴瓶らくごのご
- 明石家さんま伝説

他多数
プレゼンター：月亭八光
「深夜バラエティ番組伝説」
- ナイトinナイト
- 探偵!ナイトスクープ

プレゼンター：たむらけんじ
「漫才スター誕生!伝説」
- 漫才教室
- やすきよ伝説など漫才師の歴史
- すんげー!Best10
- ABCお笑い新人グランプリ
- M-1グランプリ

他多数